# 金善英 (カーリング選手)
金 善英（キム・ソニョン、朝: 김선영、1993年5月18日 - ）は、大韓民国の女子カーリング選手。慶尚北道義城郡出身。2018年平昌オリンピック銀メダリスト。江陵市庁所属。愛称は「サニー」。

## 経歴
1994年、義城郡で生まれる。義城女子中学校、義城女子高等学校出身。
同じ高校に通っていたキム・ウンジョン、キム・ヨンミが趣味としてカーリングを始め、その後、加入したヨンミの実妹キム・ギョンエが一緒にする人を探そうと教室の黒板に「カーリングする人募集」と書いたところ、ギョンエの友人だったソニョンが誘いに乗り加入した。

### ジュニア時代
2010年から2014年まで、韓国代表として5年連続でパシフィックアジアジュニアカーリング選手権に出場し、2010年から2013年まで、同大会で銀メダル、2013年に銅メダル、2014年に金メダルを獲得した。
2014年のパシフィックアジアジュニア選手権の金メダルにより、世界ジュニア選手権に韓国代表として出場し銀メダルを獲得。
慶北科学大学在籍時、韓国代表として2度の冬季ユニバーシアードに出場し、2015年は5位、2017年は6位に終わった。

### 一般転向後
2016-17年シーズン
パシフィックアジア選手権で韓国代表として出場、金メダルを獲得し翌年行われる世界選手権の出場権利を獲得。
アジア冬季競技大会に韓国代表として出場し、銀メダルを獲得。また、世界選手権の出場し、結果は6位。
2017-18年シーズン
平昌オリンピック韓国代表最終選抜戦に勝利し、代表の座を掴む。
平昌オリンピックに韓国代表のサードとして出場。ラウンドロビンを8勝1敗で首位通過すると、準決勝で日本（スキップ：藤澤五月）に勝利。決勝でスウェーデン（スキップ：アンナ・ハッセルボリ）に敗れたものの、韓国カーリング史上初の銀メダルを獲得した。
オリンピック直後の世界選手権に韓国代表として出場したが、準々決勝で敗退。
2020-21年シーズン
世界選手権に韓国代表として出場し、7位。
2021-22年シーズン
北京オリンピックの代表選考を兼ねた韓国カーリング選手権で優勝。
パシフィックアジア選手権に韓国代表として出場、決勝で日本に敗れ銀メダル。
北京オリンピック世界最終予選に出場。ラウンドロビンはで6勝2敗でプレーオフに進出した。プレーオフ初戦で日本に敗れたが、2戦目でラトビアに勝利して出場権を獲得。
北京オリンピックに韓国代表として出場。ラウンドロビンを4勝5敗で8位に終わり2大会連続のメダル獲得とはならなかった。
2022年、北京オリンピックでは、予選ラウンドロビンを4勝5敗とし8位に終わった。
世界選手権に韓国代表として出場し、銀メダルを獲得。

## 戦績

### 韓国代表
- 冬季オリンピック
  - 2018年平昌（ 韓国）-  銀メダル
  - 2022年北京（ 中国）- 8位
- 世界女子カーリング選手権
  - 2017年北京（ 中国）- 6位
  - 2018年ノースベイ（ カナダ）- 5位
  - 2021年カルガリー（ カナダ）- 7位
  - 2022年プリンス・ジョージ（ カナダ）-  銀メダル
- アジア冬季大会
  - 2017 札幌（ 日本）-  銀メダル
- パシフィックアジアカーリング選手権
  - 2012年ネイズビー（ オーストラリア）-  銅メダル
  - 2014年軽井沢（ 日本）-  銀メダル
  - 2016年義城（ 韓国）-  金メダル
  - 2017年エリナ（ オーストラリア）-  金メダル
  - 2021年アルマトイ（ カザフスタン）-  銀メダル

### ワールドカーリングツアー

#### グランドスラム
ワールドカーリングツアーにおける最高峰の大会シリーズであるグランドスラムの成績。
| 略語の説明 | 略語の説明         |
| ---------- | ------------------ |
| C          | 優勝               |
| F          | 準優勝             |
| SF         | ベスト4            |
| QF         | ベスト6・ベスト8   |
| R16        | ベスト16           |
| Q          | 予選敗退           |
| T2         | ティア2（2部）出場 |
| DNP        | 大会不参加         |
| N/A        | 開催せず           |

| 大会 / シーズン        | 2015–16 | 2016–17 | 2017–18 | 2018–19 | 2019–20 | 2020–21 | 2021–22 | 2022–23 | 2023–24 |
| ---------------------- | ------- | ------- | ------- | ------- | ------- | ------- | ------- | ------- | ------- |
| ツアーチャレンジ       | SF      | DNP     | T2      | DNP     | DNP     | N/A     | N/A     | QF      | T2      |
| ナショナル             | Q       | Q       | DNP     | DNP     | DNP     | N/A     | DNP     | Q       | DNP     |
| カナディアン・オープン | Q       | DNP     | SF      | DNP     | DNP     | N/A     | N/A     | DNP     | QF      |
| マスターズ             | Q       | QF      | DNP     | DNP     | DNP     | N/A     | SF      | Q       | Q       |
| プレーヤーズ           | DNP     | DNP     | Q       | DNP     | N/A     | DNP     | DNP     | DNP     | QF      |
| チャンピオンズカップ   | DNP     | DNP     | DNP     | DNP     | N/A     | DNP     | Q       | DNP     | N/A     |

#### 旧グランドスラム
| 大会 / シーズン    | 2013–14 | 2014–15 | 2018–19 |
| ------------------ | ------- | ------- | ------- |
| エリート10         | N/A     | N/A     | DNP     |
| オータムゴールド   | DNP     | Q       | N/A     |
| コロニアルスクエア | QF      | DNP     | N/A     |

## チーム

### 4人制女子
| シーズン | フォース | サード | セカンド     | リード | リザーブ         |
| -------- | -------- | ------ | ------------ | ------ | ---------------- |
| 2009-10  | 金恩貞   | 金敬愛 | 金善英       | 金栄美 | オ・ウンジン     |
| 2010–11  | 金恩貞   | 金敬愛 | オ・ウンジン | 金栄美 | 金善英           |
| 2011–12  | 金恩貞   | 金敬愛 | 金善英       | 金栄美 | キム・ジヒョン   |
| 2012–13  | 金恩貞   | 金敬愛 | 金善英       | 金栄美 | キム・ミンジョン |
| 2013–14  | 金恩貞   | 金敬愛 | 金善英       | 金栄美 | キム・ミンジョン |
| 2014–15  | 金恩貞   | 金敬愛 | 金善英       | 金栄美 | キム・ミンジョン |
| 2015–16  | 金恩貞   | 金敬愛 | 金善英       | 金栄美 | キム・ミンジョン |
| 2016–17  | 金恩貞   | 金敬愛 | 金善英       | 金栄美 | 金超喜           |
| 2017–18  | 金恩貞   | 金敬愛 | 金善英       | 金栄美 | 金超喜           |
| 2018–19  | 金恩貞   | 金敬愛 | 金善英       | 金栄美 | 金超喜           |
| 2019–20  | 金恩貞   | 金敬愛 | 金善英       | 金栄美 | 金超喜           |
| 2020–21  | 金恩貞   | 金敬愛 | 金超喜       | 金善英 | 金栄美           |
| 2021–22  | 金恩貞   | 金敬愛 | 金超喜       | 金善英 | 金栄美           |
| 2022–23  | 金恩貞   | 金敬愛 | 金超喜       | 金善英 | 金栄美           |
| 2023–24  | 金恩貞   | 金敬愛 | 金超喜       | 金善英 | 金栄美           |